# JAC Refine S2
La JAC Refine S2, chiamata anche JAC T40, è un'autovettura di tipo crossover SUV prodotta dalla casa automobilistica cinese JAC Motors dal 2015. In Italia viene commercializzata come EVO 3, tramite il marchio EVO di DR Automobiles.

## Storia
La Refine S2 è un piccolo crossover di segmento B lungo poco più di 4,10 metri facente parte della gamma Refine (che identifica tutte le crossover e monovolume commercializzate dalla JAC Motors). Frutto del progetto T40 il design è opera del centro stile JAC Design Italy di Torino mentre lo sviluppo è avvenuto presso il centro ricerche cinese. Il telaio di base è quello della berlina J5 accorciato nel passo e utilizza lo schema classico con trazione anteriore, monoscocca mista in acciai alto-resistenziali e acciai a deformazione programmata e sospensioni anteriori indipendenti con schema MacPherson e posteriori ad assale torcente con barra stabilizzatrice. La presentazione è avvenuta nell’aprile 2015 al salone dell’auto di Shanghai e la produzione è partita nell’agosto del 2015. La gamma motori si compone di due propulsori a benzina aspirati da 1.5 litri e 1.6 litri entrambi quattro cilindri con fasatura variabile VVT eroganti 113 e 120 cavalli. Il cambio è un manuale a 5 rapporti oppure un automatico a variazione continua CVT.
In Sud America la vettura viene venduta semplicemente come JAC S2 o JAC T40 con un motore 1.5 quattro cilindri flexy fuel in grado di funzionare sia a benzina che ad etanolo (erogante 125 cavalli). In Messico, chiamata JAC Sei 2, la vettura viene prodotta localmente in complete knock down con componenti inviati dalla Cina nello stabilimento della Giant Motors di Ciudad Sahagún.

## Versione elettrica

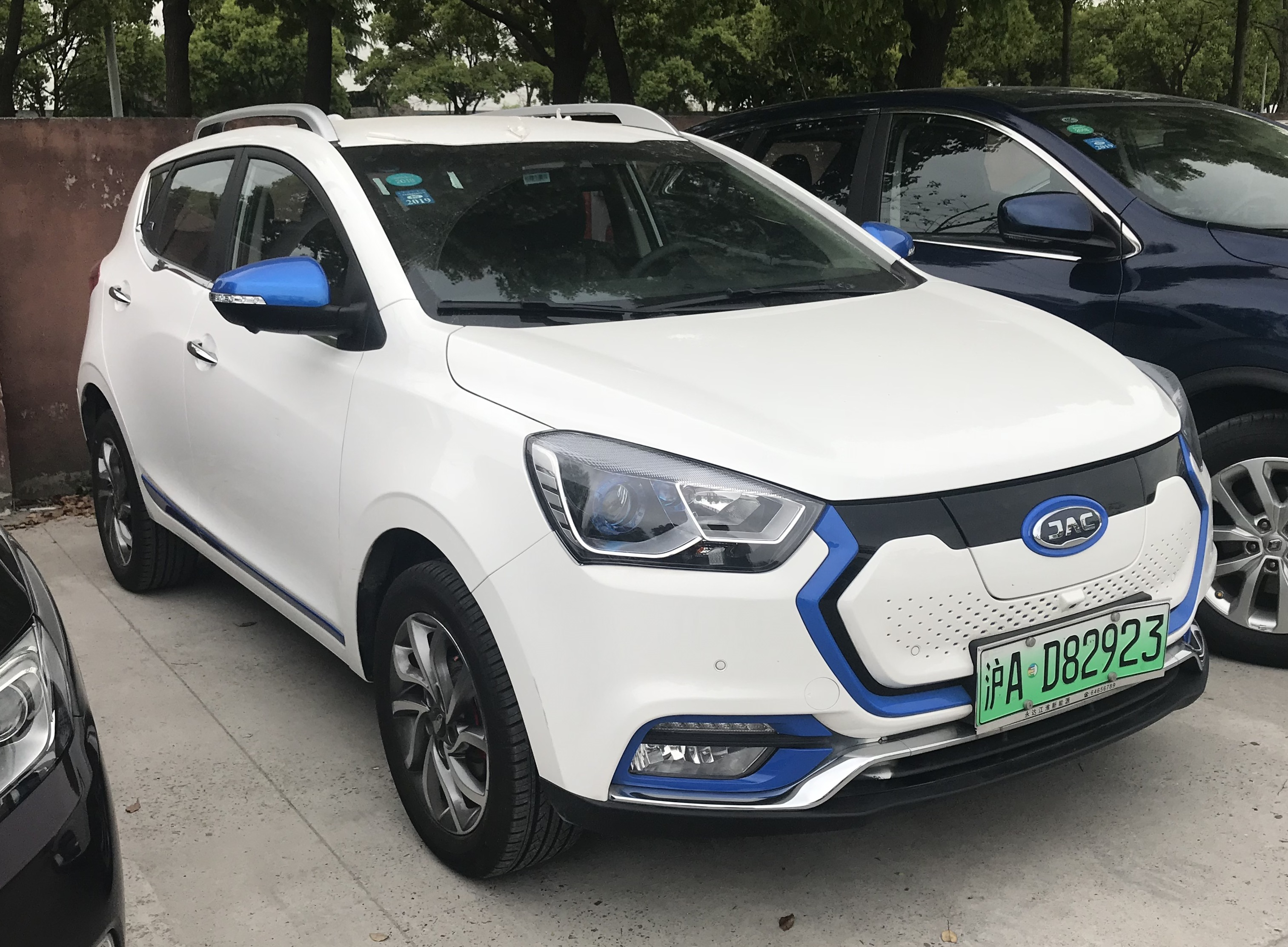
La versione elettrica JAC iEV7S

### JAC iEV7S
Dal 2017 viene prodotta anche la versione con motore elettrico ribattezzata a seconda dei mercati JAC iEV40 o iEV7S equipaggiata con un motore asincrono trifase erogante 116 cavalli e 270 Nm di coppia massima abbinato ad una batteria agli ioni di litio da 40 kWh che permette 300 km di autonomia (ciclo NEDC).

### SOL E20X
Dal 2018 per mezzo di una joint venture tra la JAC e la Volkswagen, la vettura viene commercializzata anche dal gruppo tedesco sul mercato cinese con il nuovo marchio SOL, originariamente concepito per vendere i prodotti Seat e successivamente destinato alle sole vetture elettriche. Di conseguenza la S2 in versione elettrica venne ribattezzata come SOL E20X ricevendo un nuovo frontale con nuovi fanali a LED e nuova calandra oltre ad interni aggiornati disegnato presso il centro stile SEAT di Barcellona.
La SOL E20X viene venduta solo in Cina.

### EVO Electric
Dall’aprile 2020 la DR Automobiles importa in Italia la JAC iEV7S ribattezzata EVO Electric per mezzo di un accordo con la JAC. Le modifiche riguardano solo il frontale con la calandra nello stesso colore della carrozzeria.